# Uruguay a 2012. évi nyári olimpiai játékokon
Uruguay a nagy-britanniai Londonban megrendezett 2012. évi nyári olimpiai játékok egyik részt vevő nemzete volt. Az országot az olimpián 8 sportágban 29 sportoló képviselte, akik érmet nem szereztek.

## Atlétika
Férfi
| Versenyző    | Versenyszám | Előfutam | Előfutam | Előfutam | Elődöntő | Elődöntő | Elődöntő | Döntő   | Döntő    |
| Versenyző    | Versenyszám | Idő      | Hely.    | Össz.    | Idő      | Hely.    | Össz.    | Idő     | Helyezés |
| ------------ | ----------- | -------- | -------- | -------- | -------- | -------- | -------- | ------- | -------- |
| Andrés Silva | 400 m gát   | 53,38    | 8.       | 45.      | kiesett  | kiesett  | kiesett  | kiesett | kiesett  |

Női
| Versenyző         | Versenyszám | Előfutam | Előfutam | Előfutam | Elődöntő | Elődöntő | Elődöntő | Döntő   | Döntő    |
| Versenyző         | Versenyszám | Idő      | Hely.    | Össz.    | Idő      | Hely.    | Össz.    | Idő     | Helyezés |
| ----------------- | ----------- | -------- | -------- | -------- | -------- | -------- | -------- | ------- | -------- |
| Déborah Rodríguez | 400 m gát   | 57,04    | 7.       | 28.      | kiesett  | kiesett  | kiesett  | kiesett | kiesett  |

## Cselgáncs
Férfi
| Versenyző   | Versenyszám | Selejtező         | 32-es főtábla                     | Nyolcaddöntő      | Negyeddöntő       | Elődöntő          | Vigaszág elődöntő | Bronz- mérkőzés   | Döntő             | Helyezés |
| Versenyző   | Versenyszám | Ellenfél Eredmény | Ellenfél Eredmény                 | Ellenfél Eredmény | Ellenfél Eredmény | Ellenfél Eredmény | Ellenfél Eredmény | Ellenfél Eredmény | Ellenfél Eredmény | Helyezés |
| ----------- | ----------- | ----------------- | --------------------------------- | ----------------- | ----------------- | ----------------- | ----------------- | ----------------- | ----------------- | -------- |
| Juan Romero | Középsúly   |                   | Szong Denam (KOR) · 000(0)–100(1) | kiesett           | kiesett           | kiesett           |                   |                   |                   | 17.      |

## Evezés
Férfi
| Versenyző                                   | Versenyszám              | Előfutam | Előfutam | Vigaszág | Vigaszág | Elődöntő | Elődöntő | Elődöntő | Döntő | Döntő   | Döntő | Helyezés |
| Versenyző                                   | Versenyszám              | Idő      | Hely.    | Idő      | Hely.    | Típus    | Idő      | Hely.    | Típus | Idő     | Hely. | Helyezés |
| ------------------------------------------- | ------------------------ | -------- | -------- | -------- | -------- | -------- | -------- | -------- | ----- | ------- | ----- | -------- |
| Rodolfo Collazo Emiliano Dumestre Guaraglia | Könnyűsúlyú kétpárevezős | 6:58,63  | 4.       | 6:51,67  | 5.       | C/D      | 7:11,20  | 3.       | C     | 6:51,94 | 4.    | 16.      |

## Kerékpározás

### Országúti kerékpározás
Férfi
| Versenyző         | Versenyszám   | Idő           | Helyezés      |
| ----------------- | ------------- | ------------- | ------------- |
| Jorge Soto Perera | Mezőnyverseny | nem ért célba | nem ért célba |

## Labdarúgás

### Férfi
| Uruguayi férfi labdarúgócsapat-játékoskeret | Uruguayi férfi labdarúgócsapat-játékoskeret |
| --- | --- |
| - Matías Aguirregaray - Emiliano Albín - Ramón Arias - Egidio Arévalo* - Maximiliano Calzada - Martín Campaña - Edinson Cavani* - Sebastián Coates - Leandro Gelpi | - Abel Hernández - Nicolás Lodeiro - Jonathan Urretaviscaya - Diego Polenta - Gastón Ramírez - Diego Rodríguez - Alexis Rolín - Luis Alberto Suárez* - Tabaré Viudez |

* - túlkoros játékos

#### Eredmények
Csoportkör
A csoport
| Csapat                        | M | Gy | D | V | Rg | Kg | Gk | P |
| ----------------------------- | - | -- | - | - | -- | -- | -- | - |
| Nagy-Britannia (GBR)          | 3 | 2  | 1 | 0 | 5  | 2  | +3 | 7 |
| Szenegál (SEN)                | 3 | 1  | 2 | 0 | 4  | 2  | +2 | 5 |
| Uruguay (URU)                 | 3 | 1  | 0 | 2 | 2  | 4  | –2 | 3 |
| Egyesült Arab Emírségek (UAE) | 3 | 0  | 1 | 2 | 3  | 6  | –3 | 1 |

| 2012. július 26. 17:00 (18:00) |

| Egyesült Arab Emírségek (UAE) | 1–2               | Uruguay (URU)           |
| ----------------------------- | ----------------- | ----------------------- |
| Matar 23'                     | (1–1) Jegyzőkönyv | Ramírez 42' Lodeiro 56' |

| Old Trafford, Manchester Nézőszám: 51 745 Játékvezető: Peter O’Leary (új-zélandi) |

| 2012. július 29. 17:00 (18:00) |

| Szenegál (SEN)        | 2–0               | Uruguay (URU) |
| --------------------- | ----------------- | ------------- |
| Konaté 10' 37' Ba 30′ | (2–0) Jegyzőkönyv |               |

| Wembley Stadion, London Nézőszám: 75 093 Játékvezető: Felix Brych (német) |

| 2012. augusztus 1. 19:45 (20:45) |

| Nagy-Britannia (GBR) | 1–0               | Uruguay (URU) |
| -------------------- | ----------------- | ------------- |
| Sturridge 45+1'      | (1–0) Jegyzőkönyv |               |

| Millennium Stadion, Cardiff Nézőszám: 70 438 Játékvezető: Nisimura Júicsi (japán) |

| Csapat        | Helyezés |
| ------------- | -------- |
| Uruguay (URU) | 9.       |

## Sportlövészet
Férfi
| Versenyző     | Versenyszám | Selejtező | Selejtező | Döntő   | Döntő    |
| Versenyző     | Versenyszám | Pont      | Helyezés  | Pont    | Helyezés |
| ------------- | ----------- | --------- | --------- | ------- | -------- |
| Rudi Lausarot | Légpuska    | 575       | 47.       | kiesett | kiesett  |

## Úszás
Férfi
| Versenyző               | Versenyszám | Előfutam | Előfutam | Előfutam | Elődöntő | Elődöntő | Elődöntő | Döntő   | Döntő    |
| Versenyző               | Versenyszám | Idő      | Hely.    | Össz.    | Idő      | Hely.    | Össz.    | Idő     | Helyezés |
| ----------------------- | ----------- | -------- | -------- | -------- | -------- | -------- | -------- | ------- | -------- |
| Gabriel Melconian Alvez | 100 m gyors | 50,68    | 6.       | 35.      | kiesett  | kiesett  | kiesett  | kiesett | kiesett  |

Női
| Versenyző      | Versenyszám | Előfutam | Előfutam | Előfutam | Elődöntő | Elődöntő | Elődöntő | Döntő   | Döntő    |
| Versenyző      | Versenyszám | Idő      | Hely.    | Össz.    | Idő      | Hely.    | Össz.    | Idő     | Helyezés |
| -------------- | ----------- | -------- | -------- | -------- | -------- | -------- | -------- | ------- | -------- |
| Inés Remersaro | 100 m hát   | 1:08,03  | 3.       | 43.      | kiesett  | kiesett  | kiesett  | kiesett | kiesett  |

## Vitorlázás
Férfi
| Versenyző        | Versenyszám | Futam | Futam | Futam | Futam | Futam | Futam | Futam | Futam | Futam | Futam | Futam | Pontszám | Helyezés |
| Versenyző        | Versenyszám | 1     | 2     | 3     | 4     | 5     | 6     | 7     | 8     | 9     | 10    | É     | Pontszám | Helyezés |
| ---------------- | ----------- | ----- | ----- | ----- | ----- | ----- | ----- | ----- | ----- | ----- | ----- | ----- | -------- | -------- |
| Alejandro Foglia | Laser       | 15    | 3     | 28    | 27    | (30)  | 6     | 9     | 3     | 5     | 6     | 4     | 106      | 8.       |

Női
| Versenyző           | Versenyszám  | Futam | Futam | Futam | Futam | Futam | Futam | Futam | Futam | Futam | Futam | Futam   | Pontszám | Helyezés |
| Versenyző           | Versenyszám  | 1     | 2     | 3     | 4     | 5     | 6     | 7     | 8     | 9     | 10    | É       | Pontszám | Helyezés |
| ------------------- | ------------ | ----- | ----- | ----- | ----- | ----- | ----- | ----- | ----- | ----- | ----- | ------- | -------- | -------- |
| Andrea Foglia Costa | Laser radial | 39    | 34    | 37    | 26    | 32    | (40)  | 38    | 31    | 33    | 33    | kiesett | 303      | 38.      |